# Lista chorążych reprezentacji Izraela na igrzyskach olimpijskich

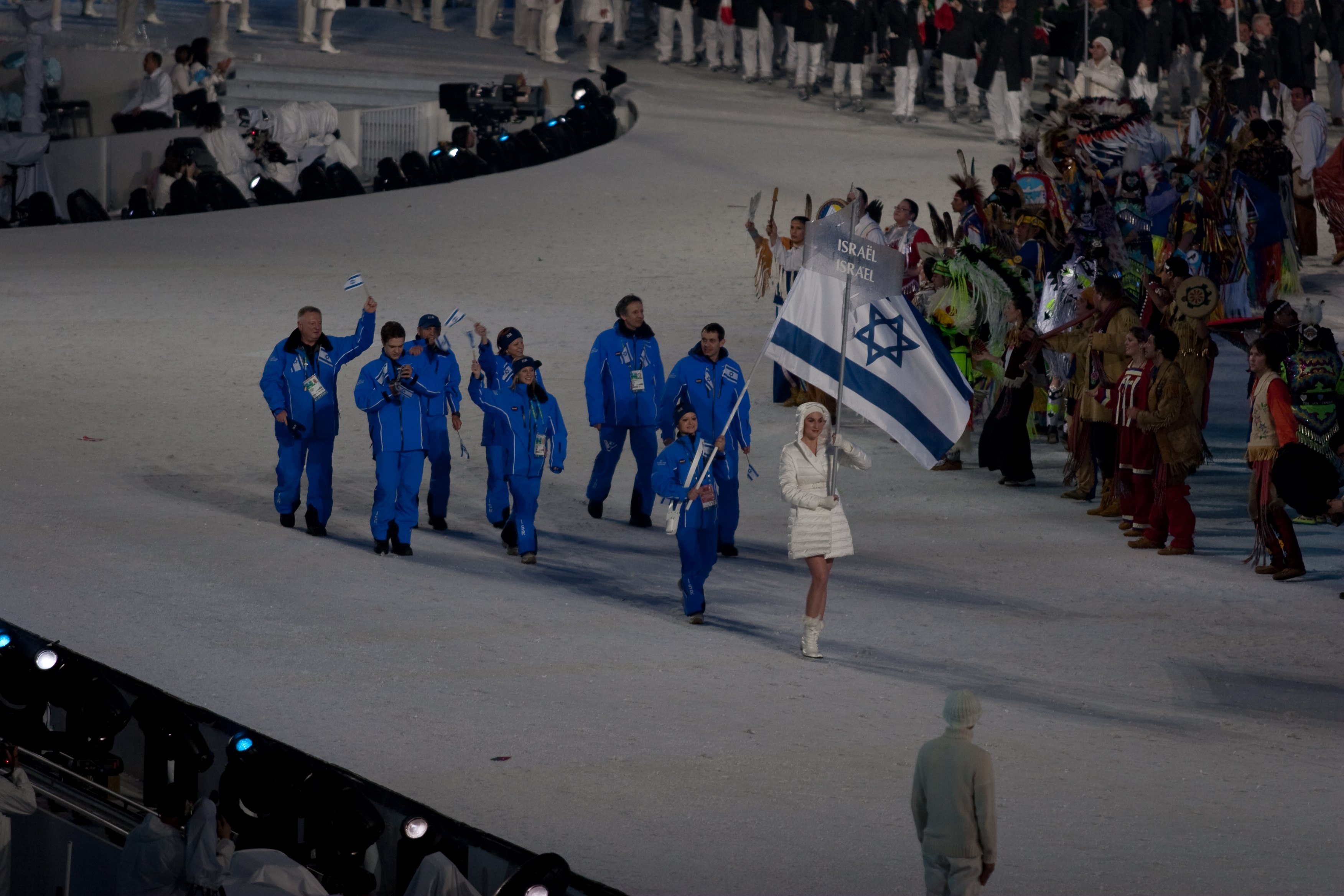
Reprezentacja Izraela podczas ceremonii otwarcia Zimowych Igrzysk Olimpijskich w Vancouver

Lista chorążych reprezentacji Izrael na igrzyskach olimpijskich – lista zawodników i zawodniczek reprezentacji Izraela, którzy podczas ceremonii otwarcia nowożytnych igrzysk olimpijskich nieśli flagę Izraela.

## Chronologiczna lista chorążych
| Lp. | Rok i miejsce        | Chorąży                  | Dyscyplina           |
| --- | -------------------- | ------------------------ | -------------------- |
| 1   | 1952, Helsinki       | Awraham Szne’ur          | Koszykówka           |
| 2   | 1956, Melbourne      | Jo’aw Ra’anan            | Skoki do wody        |
| 3   | 1960, Rzym           | Gidon Ari’el             | Lekkoatletyka        |
| 4   | 1964, Tokio          | Gidon Ari’el             | Lekkoatletyka        |
| 5   | 1968, Meksyk         | Gerszon Szefa            | pływanie             |
| 6   | 1972, Monachium      | Henry Herszkowic         | Strzelectwo          |
| 7   | 1976, Montreal       | Ester Roth-Szachamorow   | Lekkoatletyka        |
| 8   | 1984, Los Angeles    | Zehawa Szemu’eli         | Lekkoatletyka        |
| 9   | 1988, Seul           | Jicchak Jonasi           | Strzelectwo          |
| 10  | 1992, Barcelona      | Eldad Amir               | Żeglarstwo           |
| 11  | 1994, Lillehammer    | Micha’el Szmerkin        | Łyżwiarstwo figurowe |
| 12  | 1996, Atlanta        | Lydia Czuckermann-Hatuel | Szermierka           |
| 13  | 1998, Nagano         | Micha’el Szmerkin        | Łyżwiarstwo figurowe |
| 14  | 2000, Sydney         | Rogel Nachum             | Lekkoatletyka        |
| 15  | 2002, Salt Lake City | Galit Chait              | Łyżwiarstwo figurowe |
| 16  | 2004, Ateny          | Ari’el Ze’ewi            | Judo                 |
| 17  | 2006, Turyn          | Galit Chait              | Łyżwiarstwo figurowe |
| 18  | 2008, Pekin          | Micha’el Kolganow        | Kajakarstwo          |
| 19  | 2010, Vancouver      | Aleksandra Zaretski      | Łyżwiarstwo figurowe |
| 20  | 2012, Londyn         | Szachar Zubari           | Windsurfing          |
| 21  | 2014, Soczi          | Wladislaw Bykanow        | Short track          |
| 22  | 2016, Rio de Janeiro | Neta Riwkin              | Gimnastyka           |
| 23  | 2018, Pjongczang     | Alexei Bychenko          | Łyżwiarstwo figurowe |
| 24  | 2020, Tokio          | Hanna Kniaziewa          | Lekkoatletyka        |
| 24  | 2020, Tokio          | Jakow Tumarkin           | Pływanie             |